# Siegfried Tschierschky (Architekt)

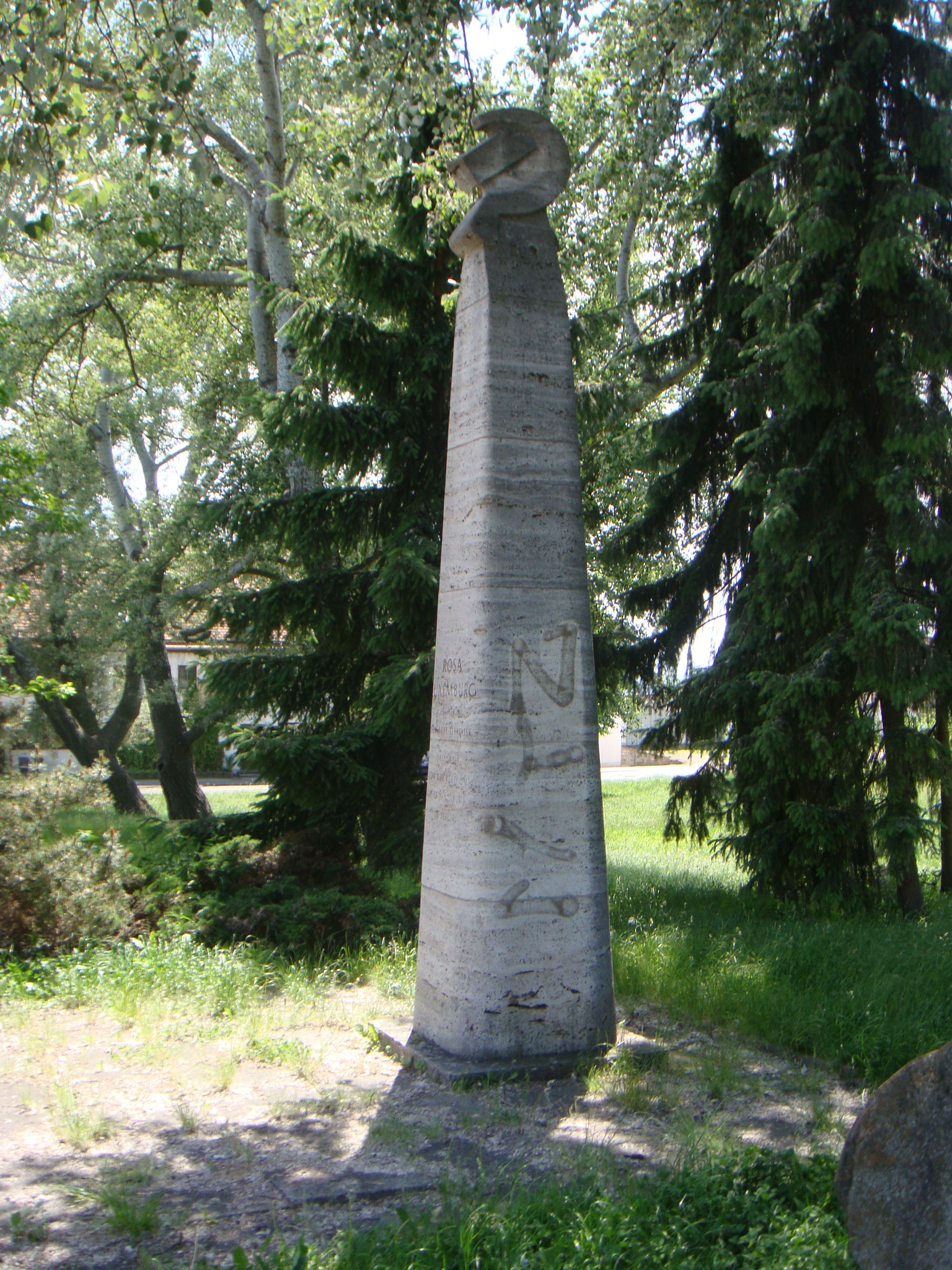
Rosa Luxemburg-Denkmal von Siegfried Tschierschky und Franz Dospiel 1959

Siegfried Tschierschky (* 27. Dezember 1898 in Gropoli (Agropoli)./Italien; † 6. November 1965 in Weimar) war ein deutscher Bildhauer.

## Biografie
Seine Ausbildung erhielt Tschierschky in Berlin. 1933 nahm er gegen die Entlassung von Käthe Kollwitz durch die Nazis Stellung und unterzeichnete eine Note der Studierenden, weshalb er als "politisch verdächtig galt. 
1933 war er in Bautzen auf  der letzten Ausstellung der Arbeitsgemeinschaft der Lausitzer Bildenden Künstler vor der Machtergreifung der Nationalsozialisten mit dem Bildnis Lotte Wegeleben vertreten.
1937 legte er die Meisterprüfung ab. Das Berliner Adressbuch verzeichnete ihn erstmals 1937 als Bildhauer. In der Zeit des Nationalsozialismus war er Mitglied der Reichskammer der bildenden Künste. Er nahm jedoch offenbar nur 1935 in Berlin an der Ausstellung „Technik und Kunst“ der NS-Gemeinschaft Kraft durch Freude teil. 1939 wurde er zur Wehrmacht eingezogen. Zuletzt wohnte er in Berlin mit seiner Frau, der Kupferstecherin Charlotte Tschierschky-Wegeleben, in der Brandenburgstraße 58. Das Haus wurde kurz vor dem Ende des Zweiten Weltkriegs bombardiert. Dabei wurden nahezu alle seine Werke zerstört.
Nach dem Ende des NS-Staats war Tschierschky Professor für das Bildkünstlerische in der Architektur an der Staatlichen Hochschule für Baukunst und Bildende Künste Weimar, Prodekan der Fakultät Architektur der Hochschule für Architektur und Bauwesen Weimar, der heutigen Bauhaus-Universität Weimar. Zu seinen Schülern gehörten Lore Plietzsch und Werner Stötzer. Sein Nachfolger im Fach Bildhauerei wurde Hubert Schiefelbein.
Tschierschky war Mitglied des Verband Bildender Künstler der DDR. 

## Bemerkungen zu seinem Schaffen
Mit am Präsentesten in Weimar ist er mit dem 1959 zusammen mit Franz Dospiel geschaffenen Rosa-Luxemburg-Denkmal im Weimarer Stadtteil Schöndorf. Das stellt einen Obelisken dar, der statt in einer Spitze oben mit Hammer und Sichel endet. Das Material ist Ehringsdorfer Travertin. Der Ort der Aufstellung wurde Rosa-Luxemburg-Platz genannt. Tschierschky fühlte sich dem Sozialistischen Realismus verpflichtet. Stärker noch tritt dem Besucher der Stadt Weimar das überlebensgroße Ernst-Thälmann-Denkmal auf dem Buchenwaldplatz entgegen, das sich unweit des Hauptbahnhofes befindet. Für die Gestaltung des Platzes mit Walter Arnold und Otto Engelberger erhielt er 1958 den Literatur- und Kunstpreis der Stadt Weimar.
Tschierschky war auch an der Planung des Mahnmals in Buchenwald beteiligt. Er machte 1950 mit seinen Kollegen einen Entwurf für das Denkmal, welches so aber nicht realisiert wurde. Tschierschky hatte ein der architektonischen Formensprache des Bauhauses angelehntes monumentales Dreieck entworfen, welches Symbol für die Häftlinge Buchenwalds sein sollte, die bekanntlich ein solches an ihrer Kleidung zu tragen hatten. Tschierschkys Entwurf fand einhellige Zustimmung, was in Bezug auf die Ideologie sowohl der SMAD als auch der SED unter dem Schlagwort Sozialistischer Realismus erstaunen mag, scheiterte aber letztlich nicht nur an den Kosten, sondern am Formalismusstreit. Tschierschky bekam den Vorwurf des Formalismus im Juni 1952 auf der Kreisparteitagskonferenz in Weimar von dem Mitglied der Kulturabteilung des Zentralkomitees der SED Egon Rentzsch direkt ab. Der Vorwurf bezog sich nicht nur auf diesen Entwurf, sondern auf Tschierschky's Gesamtwerk. Dennoch ging das 1958 realisierte Denkmal aller Wahrscheinlichkeit nach auf Tschierschky zurück. Bekanntermaßen hatte Fritz Cremer dieses letztlich realisiert. Der Entwurf einer Lenin-Statue 1949/50 dürfte den Prinzipien des Sozialistischen Realismus eher entsprochen haben.
Tschierschky war Wegbereiter durchbruchplastischer Wände in Architekturfassaden. Er veröffentlichte mehrere Essays insbesondere zu Fragen der Architektur u. a. in der Wissenschaftlichen Zeitschrift der Hochschule für Architektur und Bauwesen und in den Zeitschriften Architektur der DDR und Bildende Kunst.
- Werke Tschierschky (Auswahl)

Tschierschky war 1953 auf der Dritten Deutschen Kunstausstellung in Dresden mit einem Kapitell (Friedenstauben; Gips, Höhe 134 cm) vertreten. Im Foyer des Hauptgebäudes der Bauhaus-Universität Weimar befinden sich ein von ihm geschaffenes Porträt von Henry van de Velde und Walter Gropius aus dem Jahre 1957.

## Ehrungen
- .[13]

## Werke (in Auswahl)

### Plastiken, Plaketten und Medaillen
- Preismedaille 1931 mit der rückseitigen Widmung „VER/EINIGTE / STAATSSCHULEN / FÜR FREIE UND / ANGEWANDTE / KUNST / BERLIN / 1931“, Preismedaille für 1932[14]; gegossen in der Gießerei von Hermann Noack: Das waren seine Berliner Schülermedaillen.[15]
- 1946 Plakette mit dem Porträt von Käthe Kollwitz[16]
- 1949/50 Entwurf für das Mahnmal in Buchenwald
- 1957 zusammen mit  Kurt Grohmann  schuf er die Büsten von Henry van de Velde und Walter Gropius, die sich im Foyer des Hauptgebäudes der Bauhaus-Universität Weimar befinden.[17]
- 1959 zusammen mit Franz Dospiel in Schöndorf das Rosa-Luxemburg-Denkmal
- u. a. zusammen mit Hubert Schiefelbein entwickelte Tschierschky eine Reihe von Betonelementen wie z. B. Betonsteinwänden.[18]
- 1949/50 arbeitete Tschierschky mit seinen Studenten auch an einer Lenin-Statue.[19][20]

### Publizierte Essays
In Bildende Kunst
- Bauhaus und architekturgebundene Kunst. 1965, S. 512–516
- Zur Frage des Reliefs im industriellen Bauen. 1961, S. 543–552
- Zum Problem des Wandbildes. 1961, S. 723–729

In der Wissenschaftlichen Zeitschrift der Hochschule für Architektur
- Über das Komponieren mit architektonischen Strukturen. 1953, S. 15–31
- Zur Rolle des Plastischen Ornaments in den industriellen Bauweisen. 1955/56, S. 194–200
- Die „Zweite Struktur“ in der Fassade. 1956/57, S. 109–113
- Einiges über den Balkon als Gestaltungselement. 1956/57, S. 329–336
- Zur Verteidigung der Architektur als Kunst. 1958/59, S. 303–307
- Zur Frage der Beziehungen von Relief und Architektur unter den Bedingungen des konsequenten industriellen Bauens. 1959/60, S. 423–439